# Глебов, Иван Тимофеевич
Ива́н Тимофе́евич Гле́бов (1806—1884) — русский анатом, гистолог и физиолог, ординарный профессор Московского университета.
Внёс значительный вклад в развитие русской медицинской науки в целом, образование русских учёных и профессоров. Развивал и пропагандировал экспериментальную физиологию в России. Впервые высказал предположение о явлениях торможения в центральной нервной системе. Тайный советник (1871).

## Биография
Иван Тимофеевич Глебов родился 24 июня (6 июля) 1806 года в селе Глебово-Городище, Зарайского уезда Рязанской губернии в семье священника. Получил первоначальное образование в Зарайском духовном училище и Рязанской духовной семинарии, по окончании которой в 1826 году был определён казеннокоштным воспитанником в московскую медико-хирургическую академию. В студенческие годы особенно сблизился с И. Е. Дядьковским, оказавшим заметное влияние на формирование научного мировоззрения Глебова. На 2-м курсе назначен хранителем Анатомического кабинета, изготавливал анатомические препараты, за что неоднократно получал денежные вознаграждения. На 3-м курсе определён ординатором хирургической клиники при профессоре Ф. А. Гильтебрандте, участвовал в операциях. Во время учёбы перевёл с французского языка учебник физиологии Ф. Мажанди, а также состоял помощником библиотекаря академии и участвовал в издании библиотечного каталога. Окончил курс (1830) со степенью лекаря 1-го отделения и золотою медалью. Был оставлен при академии для подготовки к профессорскому званию. Однако в связи с эпидемией холеры 14 сентября был назначен уездным врачом в Симбирскую губернию, но был вынужден оставаться в Москве при временной холерной больнице до последних чисел февраля 1831 года, когда, получив по экзамену звание акушера (23 февраля), выехал из Москвы к месту назначения. После эпидемии Глебов в декабре 1831 года вернулся в академию и 25 февраля 1832 года был утверждён адъюнктом при кафедре анатомии и физиологии и помощником библиотекаря. Спустя год, 27 мая 1833 года перемещён по собственному желанию исполняющим должность адъюнкта при кафедре общей и частной терапии и клиники, которую возглавлял И. Е. Дядьковский.
После защиты 10 декабря 1834 года диссертации на степень доктора медицины «О страстях с физиологической, терапевтической и фармакологической точек зрения», Глебов был утверждён 23 марта 1835 года адъюнкт-профессором анатомии и физиологии. Поскольку в это время в академии не было свободной медицинской кафедры, Глебов (по новому Уставу академии) 27 августа 1836 года был перемещён на одну из ветеринарных кафедр — кафедру зоотомии, зоофизиологии, зоопатологии, скотоводства и зоохирургии. Летом 1837 года был командирован за границу на 2 года для усовершенствования в ветеринарных науках, а министр внутренних дел добавил, что адъюнкт Глебов должен, кроме того, изучить теорию и клинику внутренних болезней человека. Глебов пробыл за границей 3 года; слушал лучших профессоров в Галле, Берлине, Вене, Цюрихе и Париже. За границей подружился с математиком и естествоиспытателем Н. Н. Зининым и, во многом благодаря ему, стал тщательно изучать также естественные науки. Вместе они отправились в начале сентября 1838 года к Средиземному морю для ознакомления с анатомией морских животных; коллекцией, собранной Глебовым во время этого путешествия было положено основание кабинету сравнительной анатомии при Московском университете.
Вернувшись в Москву летом 1840 года, Глебов был назначен адъюнкт-профессором академии по кафедре физиологии и патологии; через год, после чтения им двух пробных лекций, одной по-русски (о желудке в физиологическом отношении), другой по-латыни (о желудке в патологическом отношении), конференция Академии избрала его ординарным профессором (утв. 9 октября 1841). Через год после этого (19 октября 1842) Глебов получил должность ординарного профессора на новую кафедру сравнительной анатомии и физиологии физико-математического факультета Московского университета с обязательством преподавать зоологию студентам на медицинском факультете; 3 мая 1849 года Глебов перешёл на кафедру сравнительной анатомии и физиологии на медицинском факультете Московского университета, но продолжал некоторое время читать и на физико-математическом факультете.
Глебов первым стал преподавать сравнительную анатомию и физиологию в Московском университете; в этом курсе он преподавал гистологию и клеточную теорию, которые он изучал у самого Шванна, и основал, устроил и расширил кабинет сравнительной анатомии; он ввёл преподавание микроскопической анатомии. Одной из приоритетных дат для зоологии позвоночных считается открытие кафедры (кабинета) сравнительной анатомии под руководством профессора И. Т. Глебова 12 ноября 1842 года. С этого времени и до наших дней именно кафедры и кабинеты сравнительной анатомии, неоднократно сливаемые с кафедрами зоологии и выделяемые вновь, стали одной из материнских линий структур кафедры зоологии позвоночных.
При участии Глебова в Московской хирургической академии защита диссертаций была переведена на русский язык вместо латыни.
С 16 марта 1844 года член Московского общества испытателей природы.
С 21 июня 1845 года он был младшим ординатором в Московском военном госпитале.
С 1 мая 1857 года по предложению Н. Н. Зинина Глебов был переведён вице-президентом в Петербургскую медико-хирургическую академию. С 30 марта 1867 года он состоял непременным членом Военно-медицинского ученого комитета.
В 1880 году широко отмечался 50-летний юбилей научной и педагогической деятельности И. Т. Глебова. Он был избран почётным членом Московского университета, в его честь был выпущен сборник научных работ.
Иван Тимофеевич Глебов умер 10 (22) ноября 1884 года и был погребён в Москве в Алексеевском монастыре.
Жена: дочь коллежского советника, Анна Ивановна Розанова. Их сын, Платон Иванович (род. 04.11.1861).

## Известные ученики
- Боткин, Сергей Петрович
- Сеченов, Иван Михайлович